# Ligurská republika
Ligurská republika (italsky Repubblica Ligure, ligursky Repubbrica Ligure) byla jednou z francouzských klientských republik v období francouzských revolučních a také napoleonských válek. Rozloha republiky se přibližně kryla s územím dnešní Ligurie na severozápadě Itálie. Hlavním městem Ligurské republiky byl Janov. Užívána byla vlajka bývalé Janovské republiky tedy červený kříž na bílém podkladu.

## Historie
Byla založena Napoleonem 14. června 1797 na území bývalé Janovské republiky. Po Napoleonově pádu v roce 1814 byla mezi 28. dubnem a 28. červencem nakrátko obnovena Janovská republika. Na Vídeňském kongresu pak byla přiřknuta království Sardinie, které ji 3. ledna 1815 anektovalo jako tzv. Janovské vévodství. 
V červnu 1805 byla přímo připojena k Francii jako součást Apeninského departamentu.